# Eugenia argentea
Eugenia argentea là một loài thực vật có hoa trong Họ Đào kim nương. Loài này được Bedd. mô tả khoa học đầu tiên năm 1872.